# Piero, Patti e Passatù
Piero, Patti e Passatù è una serie a fumetti didattico avventurosa creata da Enrico Bagnoli e apparsa sul Corriere dei Piccoli negli anni '70.
Protagonisti della serie sono i giovani Piero e Patti che, annoiati dei soliti giochi, chiedono al nonno di Patti, brillante scienziato, di inventare per loro un nvovo passatempo. Nel giro di pochi giorni lui mette a punto la parete fantasia, un enorme schermo su cui basta disegnare qualcosa e saltarci dentro gridando la parola magica passatù per ritrovarsi nel mondo del disegno.
Nella parete fantasia non ci sono limiti né di spazio, né di tempo, ed è possibile andare in qualsiasi punto della Terra del passato, del presente e del futuro.
Per uscire dalla parete e tornare a casa occorre invece dire a voce alta la parola che indica un oggetto presente nella scena che comincia con la lettera p.
Nella prima storia Piero e Patti visitano il mondo della preistoria e un remoto pianeta abitato da misteriosi alieni, tornando a casa esclamando le parole "pietra" e  "pulsante" di un'astronave.
Nelle avventure successive sarà compito dei lettori individuare la parola che li farà uscire dal mondo creato nella parete fantasia.